# Swainsona laxa
Swainsona laxa är en ärtväxtart som beskrevs av Robert Brown. Swainsona laxa ingår i släktet Swainsona och familjen ärtväxter. IUCN kategoriserar arten globalt som livskraftig. Utöver nominatformen finns också underarten S. l. laxa.